# Aphytis yanonensis
Aphytis yanonensis is een vliesvleugelig insect uit de familie Aphelinidae. De wetenschappelijke naam is voor het eerst geldig gepubliceerd in 1982 door DeBach & Rosen.